# منتخب أذربيجان للكابادي للسيدات
منتخب أذربيجان للكابادي للسيدات (بالأذرية: Azərbaycan qadın milli kabaddi komandası)‏ هو ممثل أذربيجان الرسمي في المنافسات الدولية في كابادي للسيدات
.